# Forêt de Loukounski
La forêt de Loukounski ou forêt clairsemée de Loukounski (en russe : Лукунский лес) est située dans le kraï de Krasnoïarsk, en Russie ; c'est la forêt la plus septentrionale du monde. Elle se trouve sur la berge droite du fleuve Khatanga, entre ses affluents Nijni et Loukounskaïa, à l'est de la forêt d'Ary-Mas.

## Climat
La période de croissance des végétaux y est d'environ une centaine de jours. L'hiver débute fin septembre, début octobre et se poursuit jusqu'au début du mois de juin. Les températures minimales sont de −35,0 °C à −45,0 °C. La vitesse du vent dépasse souvent les 50 mètres par seconde. Dans les plaines, la couche de neige atteint 0,4 mètre à 0,6 mètre, mais dans les ravins, elle peut atteindre 10 mètres d'épaisseur.
Le jour polaire commence fin mai et se prolonge jusqu'en août. La température moyenne en juillet est de +12 °C
à +30 °C
L'importance de la fonte d'été du pergélisol peut varier entre 30 cm et 2 mètres. L'épaisseur perdurable du pergélisol peut atteindre 200 mètres de profondeur. Les températures y descendent de −10,0 °C à −15,0 °C.

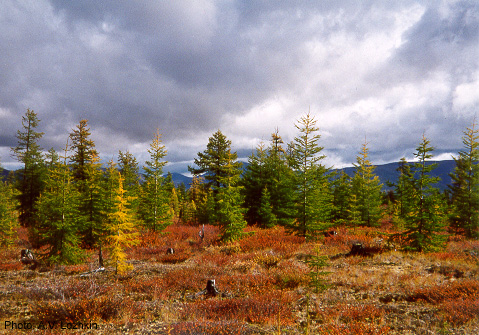
mélèze de Dahurie (Larix gmelinii) en forêt clairsemée

## Habitants
La région entourant la forêt de Loukounski a été habitée successivement par de faibles populations de plusieurs peuples : les Nganassanes, les Evenks, les Dolgans et aujourd'hui les Russes.

## Biodiversité
Le mélèze de Dahurie (Larix gmelinii) est la seule espèce réellement arborescente à cette latitude nord de plus de 72°. En buissons ou comme arbrisseau, on trouve d'autres espèces ligneuses, comme le salix alaxensis, le salix glauca et le bouleau nain. S'y acclimatent aussi 268 espèces de plantes, 78 espèces d'oiseaux et 16 espèces de mammifères. La composition des espèces de la forêt de Loukounski est caractéristique de la taïga, et non de la toundra.
Les mélèzes de Dahurie à croissance lente peuvent atteindre une hauteur de 5 mètres à 7 mètres dans cette forêt.

## Valeur
La forêt de Loukounski forme une zone qui est protégée et s'étend sur 90,55 km2. Cette zone fait partie de la réserve naturelle Taïmyrski et est protégée depuis 1979.
Des recherches permanentes sur la forêt de Loukounski ont débuté en 1969 et se poursuivent encore aujourd'hui. Elles font régulièrement l'objet de publications dans les revues scientifiques spécialisées.

## Cartes topographiques
- S-48-XXXIII,XXXIV[3]